# Momoka Itō
Momoka Itō (伊藤 萌々香, Itō Momoka), née le 15 décembre 1997 dans la préfecture de Saitama au Japon, est une idol, chanteuse du groupe Fairies avec lequel elle débute en 2011. Elle sort un single en solo en 2014, écrit et produit par Hiromasa Ijichi et arrangé par K.A.Z, qui se classe 16e à l'oricon.

## Discographie en solo
Single
- 23 juillet 2014 : Poker Face